# Поломка (Кировская область)
Поломка — деревня в составе Мурашинского района Кировской области.

## География
Находится на расстоянии примерно 38 километров по прямой на юго-запад от районного центра города Мураши.

## История
Известна с 1873 года, когда в ней учтено было дворов 8 и жителей 42, в 1905 10 и 62, в 1926 15 и 68, в 1950 14 и 40 соответственно, в 1989 10 жителей. До 2021 года входила в Мурашинское сельское поселение Мурашинского района, ныне непосредственно в составе Мурашинского района.

## Население
Постоянное население составляло 8 человек (русские 100 %) в 2002 году, 1 в 2010.